# NACHA
NACHA (National Automated Clearing House Association), estilizado Nacha, es la entidad encargada de regular la Red ACH en Estados Unidos. Fue fundada por la unión de las distintas asociaciones de la red electrónica de pagos que existían en 1974, año de su fundación.  

## Primeros años y organización
En 1972 se funda California Automated Clearing House (WesPay en la actualidad) que es la primera asociación ACH y, posteriormente, en 1974, son formadas otras asociaciones, las cuales se juntan dando lugar a Nacha, que será la encargada de legislar, desarrollar y administrar la red ACH, aunque no la opere físicamente. Del procesamiento de transacciones se encarga la Federal Reserve (Reserva Federal) y The Clearing House.
Hasta 1985 perteneció a American Bankers Association. Posteriormente se separó y fue entonces cuando Nacha contrata a Bill Moroney como primer CEO. Actualmente ese cargo es ocupado por Jane Larimer, quien es también presidenta de la asociación.

## Iniciativas
Algunas de las iniciativas presentadas y llevadas a cabo por Nacha son:
Depósito Directo (Direct Deposit): primer tipo de transacciones ACH llevadas a cabo. Las Fuerzas Aéreas de Estados Unidos fueron el primer empleador en dicho país que pagó las nóminas de los empleados con Depósito Directo. 
Phixius: proyecto piloto que permite la interoperabilidad en un entorno virtual seguro para hacer intercambios de detalles acerca de los pagos.
Secure Vault Payments: sistema de transferencias  electrónicas creado por Nacha en el año 2008 para la transferencia de fondos a móviles y online

## Adquisiciones y asociaciones
En 2018 Nacha adquiere IFX (Interactive Financial Exchange) y, en este mismo año crea Afinis Interoperability Standards, que es una organización destinada a desarrollar estándares de servicios financieros portátiles e interoperables.  
IFX Forum forma parte de los estándares de interoperabilidad de Afinis.
También en 2018, adquiere Business Payments Directory Association, empresa dedicada a los pagos B2B (business to business) y al blockchain